# Endopachys grayi
Espèce
Statut CITES
Endopachys grayi est une espèce de coraux appartenant à la famille des Dendrophylliidae.